# 王博 (1982年5月)
王博（1982年5月8日—），中国足球运动员，司职后卫，现效力于中國足球協會甲級聯賽球队內蒙古中優。

## 职业生涯
王博最开始在2001年中国足球甲A联赛中为广州富力足球俱乐部效力，出场17次并进一球，但在接下来的赛季中却没能将自己在球队中的位置固定下来。于是，2005年，他转入当时排名第二的厦门足球俱乐部，参与比赛时间增加，在首个赛季便帮助球队打入了排名第一的位置。他后来又跟随厦门足球俱乐部踢了几个赛季，后球队于2007年中国足球超级联赛期间解散，王博转入长春亚泰足球俱乐部，后又于2009年交换至河南建业足球俱乐部。
2016年1月28日，王博转入中国足球协会甲级联赛的内蒙古中优足球俱乐部。